# Leverett-Gletscher
Der Leverett-Gletscher ist ein etwa 80 km langer und rund 6,5 km breiter Gletscher im westantarktischen Marie-Byrd-Land. Er fließt vom Watson Escarpment in nördlicher Richtung zwischen dem California-Plateau und dem Stanford-Plateau und dann westnordwestlich zwischen den Tapley Mountains und den Harold Byrd Mountains im Bereich der südwestlichen Gould-Küste zum Ross-Schelfeis, das er östlich des Mündungsgebiets des Scott-Gletschers erreicht. 
Eine von Laurence McKinley Gould (1896–1995) geleitete geologische Mannschaft der ersten Antarktisexpedition (1928–1930) des US-amerikanischen Polarforschers Richard Evelyn Byrd entdeckte ihn. Gould benannte den Gletscher nach Frank Leverett (1859–1943), einem Geologen der University of Michigan und Koryphäe auf dem Gebiet der Glazialgeologie der zentralen Vereinigten Staaten. 
Über den Leverett-Gletscher verlässt die South Pole Traverse das Ross-Schelfeis in der Nähe seines südlichsten Punktes und führt hinauf zum Polarplateau.